# Hippolyte varians
Espèce
Statut de conservation UICN

 NE  : Non évalué
Hippolyte varians, la crevette hippolyte variable, hippolyte commune, crevette des herbiers ou hippolyte selon l’INPN est une petite crevette (3 cm maximum) qui peut - comme son nom spécifique varians l’indique - changer de couleur par mimétisme pour mieux se fondre dans son environnement, capacité qui a beaucoup intrigué les naturalistes depuis le XIXe siècle au moins. Des pigments stockés dans différentes zones de ses chromatophores permettent à cette crevette de souvent passer totalement inaperçue.

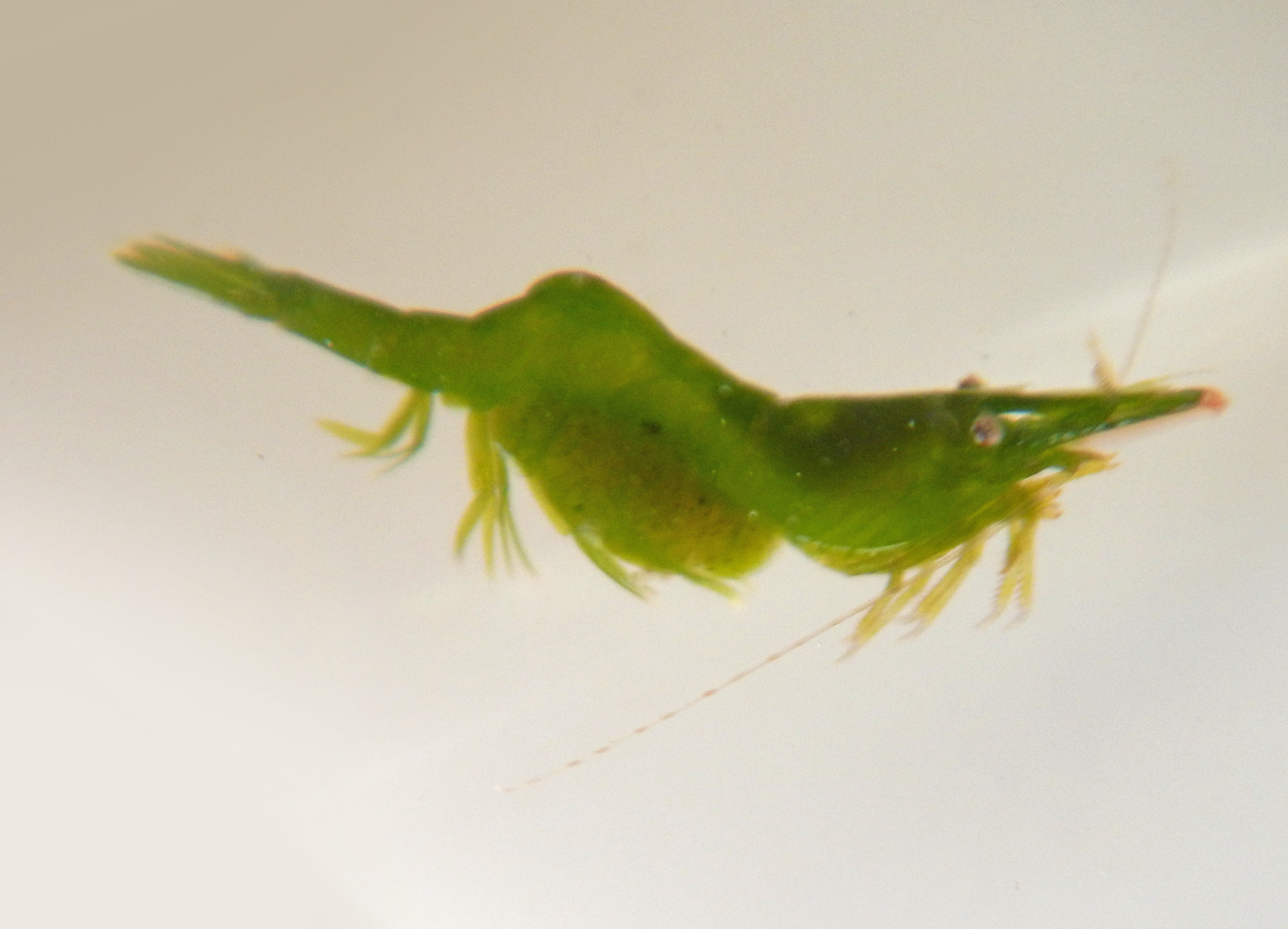
L'Hippolyte commune (ici femelle ovigère) présente une « allure bossue » caractéristique, ce qui permet, avec d'autres critères de la différencier d'autres crevettes de la même famille et en particulier de Hippolyte inermis (qui est plus droite et linéaire)

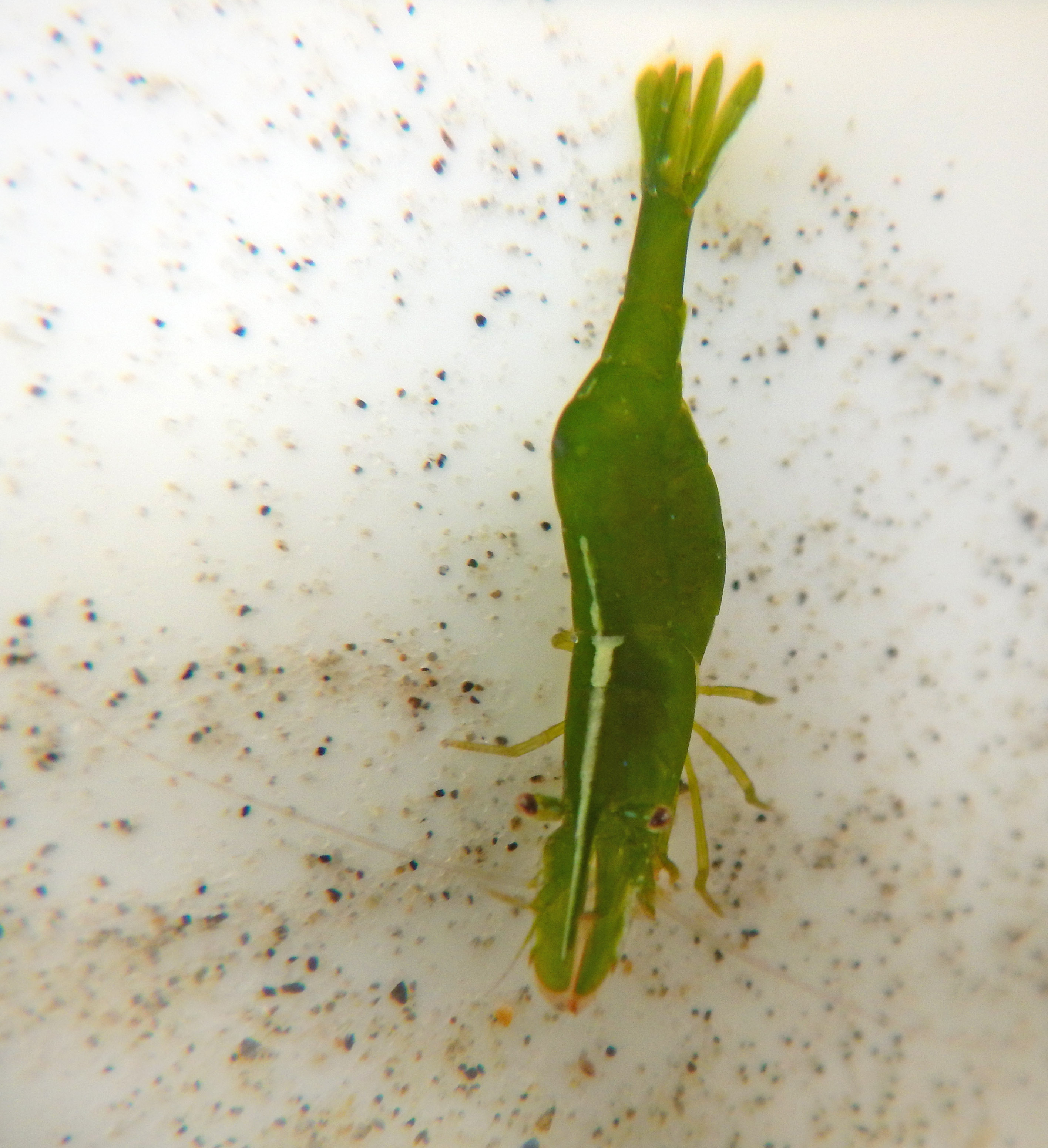
Hippolyte varians peut aussi présenter des taches ou une ligne dorsale (comme ici) qui peuvent améliorer son camouflage.

## Habitats et répartition géographique
Ce petit crustacé peut être trouvé depuis la surface (dans les flaques de l'estran) jusqu'à 100 m de profondeur dans l'océan Atlantique, la Manche, la mer du Nord ainsi qu'en Méditerranée.

## Description
Taille : cet animal atteint 3 cm à l’âge adulte, avec des antennes aussi longues que presque la moitié de son corps.
Forme : la crevette présente au niveau du dos, à hauteur de l'abdomen une bosse caractéristique vue de profil (à peu près au milieu du corps qui s'affine ensuite jusqu’à la queue). Le sommet de la tête présente une petite épine (« épine apicale »). 

Comme chez les autres Hippolytes le rostre est rectiligne (parfois légèrement retroussé à l'apex), dépourvu d'épines et se terminant par une pointe aiguë (apex). 

Les yeux sont bien visibles car portés par un pédoncule long. 

Un stylocérite aiguë est présent à un peu plus de la moitié de la longueur du pédoncule antennulaire.

La paire de scaphocérites  est très développée et bien visible (formant un plateau en avant de la tête ; elles sont environ trois fois plus longues que larges), l'épine apicle ne dépasse pas partie lamellaire. 

Le troisième maxillipède fait la moitié de la longueur de la scaphocérite ou un peu plus ; 

Le telson présente deux paires d'épines latérales.

Des touffes de soies sont parfois présentes sur la carapace et les pléonites.
Dimorphisme sexuel : cette espèces présente un certain dimorphisme sexuel en termes de taille et de couleur ; les mâles sont en moyenne un peu plus petits. Ils présentent des motifs colorés plus simples et moins ajustés à leur environnement selon  F Keeble  & F Gamble (1899)   L’abdomen de la femelle est souvent gonflé d’œufs ou de zoeae. 
Couleur : elle peut considérablement varier : rouge, verte, jaunâtre ou brune (avec des effets de transparence ou non) selon le milieu de vie ou l'heure de la journée.

## Risques de confusion
Elle peut être facilement confondue avec une espèce proche (Hippolyte inermis) qui est un peu plus grande (pour les adultes) et qui en outre présente un aspect moins "bossu" (plus linéaire). 

Certains auteurs distinguent en outre une variété fascigera pour cette espèce.

## Comportement
Le jour Hippolyte varians se cache parmi les algues et les roches, dans des habitats spécifiques dont elle ne s’éloigne pas, et où grâce à ses capacités de camouflage elle est très discrète. 
Dans l'environnement nocturne, tout comme d’autres crevettes apparemment inféodées à un habitat spécifique (ex : Eualus gaimardii et Lebbeus polaris) elle peut s’éloigner des zones d’où elle ne s’absente pas le jour.

## Variations de couleurs, mimétisme
C'est l’une des espèces chez lesquelles on a étudié, depuis plus de 150 ans, la physiologie des changements de coloration, et en particulier les pigments et  les différents types de chromatophores (ainsi que leurs changements de couleur et d’intensité de jour et de nuit, y compris chez les larves). 
Ainsi en 1899, avait-on déjà montré qu’au coucher du soleil cette crevette prend une teinte rouge, puis la nuit une teinte bleue translucide  ou bleu-vert, que la couleur du corps changeait  aussi selon le cycle nycthéméral, et que si la crevette était maintenue artificiellement dans le noir (ou privée de ses deux yeux), les couleurs diurnes apparaissaient néanmoins. 
Le changement de couleur lié au cycle jour-nuit peut être rapide, de même s’il est induit par un changement important d’intensité lumineuse, mais l’adaptation mimétique est lente (une crevette verte introduite dans un environnement d’algues brunes ne devient brune qu’après plusieurs semaines). Keeble et son collègue citent aussi le cas d’une crevette très foncée qui est devenue en quelques minutes transparente  après avoir été placée dans une porcelaine blanche pour être observée à la lumière.
Plusieurs auteurs estiment que le système hormonal contribue au contrôle des cycles de coloration, avec une hormone qui serait produite dans le pédoncule oculaire.

## Pathologies
Comme toutes les crevettes, cette espèce peut être porteuses de parasites et de maladies bactériennes ou virales. 
Elle est notamment l’hôte de cestodes et de l’épicaride parasite Bopyrina giardi .